# Xã Brooke, Quận Buena Vista, Iowa
Xã Brooke (tiếng Anh: Brooke Township) là một xã thuộc quận Buena Vista, tiểu bang Iowa, Hoa Kỳ. Năm 2010, dân số của xã này là 140 người.